# Sunes sommer
Sunes sommer en svensk komediefilm fra 1993 instrueret af Stephan Apelgren, der skrev manuskriptet i samarbejde med Anders Jacobsson og Sören Olsson. Filmen er baseret på Sune-serien af sidstnævnte og er dermed den første spillefilm efter julekalenderen Sunes jul fra 1991.

## Handling
Det er sommer i Sverige, og Sune og hans familie planlægger at tage på ferie til Grækenland. Turen viser sig dog at være for dyr, og familien beslutter sig for at tage på camping i stedet. Men da rejsen starter, bakker Sunes mor ved et uheld over hans fars fod med campingvognen. På skadestuen møder Sune pigen Cornelia, som han forelsker sig i, og da familien ankommer til campingpladsen, viser det sig, at Sune og Cornelia bor ved siden af hinanden. Sune begynder efterfølgende at spekulere over, hvordan han skal vise sin kærlighed til hende.

## Medvirkende
- Andreas Hoffer som Sune
- Gabriel Odenhammar som Håkan, Sunes lillebror
- Nina Almlöf som Anna, Sunes søster
- Peter Haber som Rudolf, Sunes far
- Carina Lidbom som Karin, Sunes mor
- Tina Johnson som Cornelia
- Pär Ericson som Rune/Torsten
- Nils Moritz som cyklist
- Robert Gustafsson som Leffe
- Lars Väringer som Lenny
- Carl-Magnus Dellow som Kenny
- Anna von Rosen som Bettan
- Gaby Stenberg som Fru Gunnarsson
- Anne-Li Norberg som kvinde hos rejsebureauet
- Göran Gillinger som mand på stranden